# Protula superba
Protula superba är en ringmaskart som beskrevs av Moore 1909. Protula superba ingår i släktet Protula och familjen Serpulidae. Inga underarter finns listade i Catalogue of Life.